# Spectre visible
Pour les articles homonymes, voir Spectre.

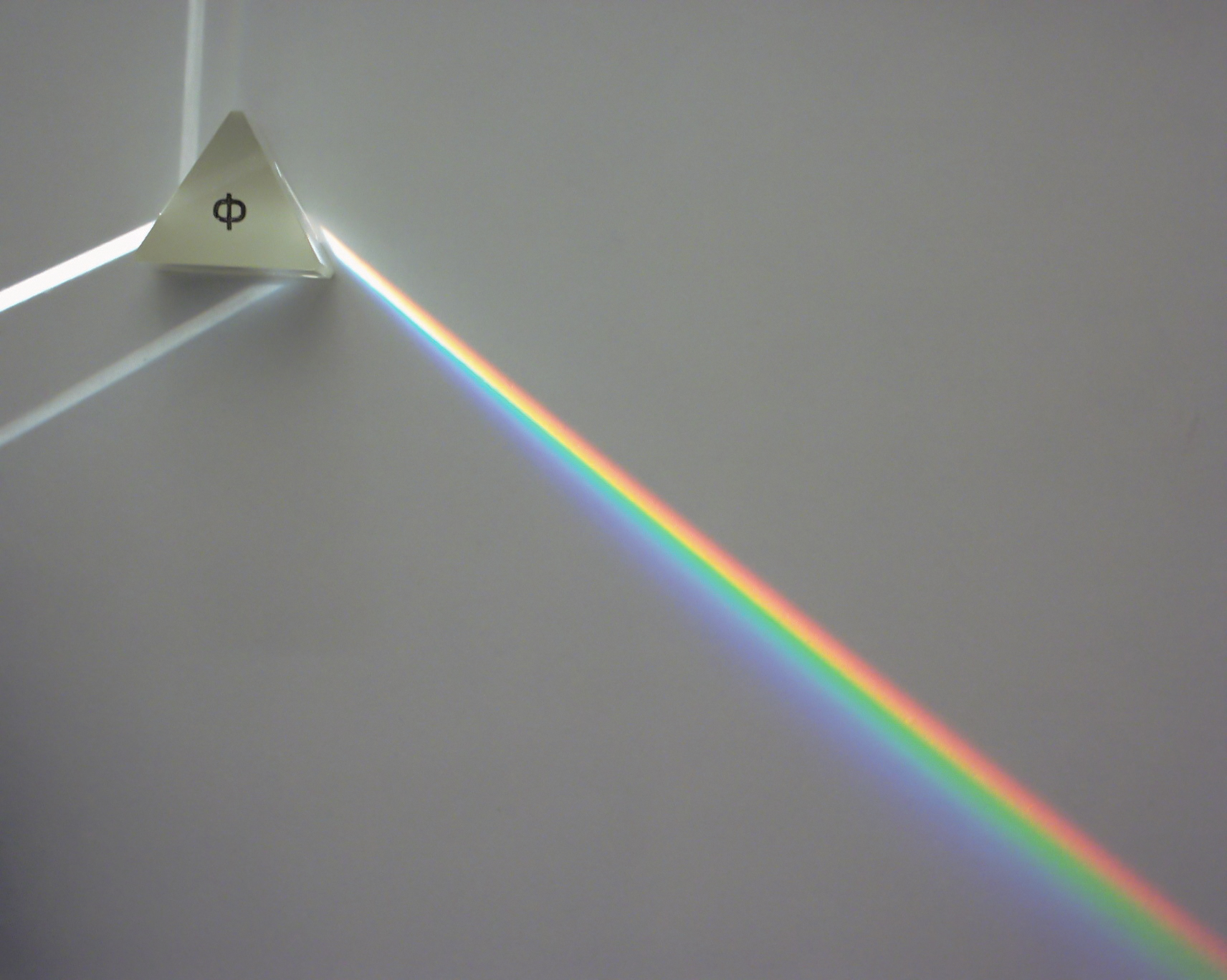
La lumière blanche, en passant à travers un prisme optique, se décompose pour faire apparaître le spectre visible.

Le spectre visible est la partie du spectre électromagnétique qui est perceptible par les mammifères. Le spectre se décompose en rayonnements approximativement monochromatiques par le passage de la lumière à travers un dispositif disperseur (prisme ou réseau diffractant) : c'est l'analyse spectrale.
La sensibilité de l'œil selon la longueur d'onde du rayonnement électromagnétique diminue progressivement de part et d'autre d'un maximum entre 495 et 555 nanomètres (nm) selon le domaine de vision et les conditions de la mesure. On ne peut donner de limites exactes au domaine des rayonnements visibles. La Commission internationale de l'éclairage définit la vision de l’observateur de référence jusqu'à une valeur 50 000 fois plus faible que le maximum, pour une longueur d'onde dans le vide de 380 à 780 nm.
Le spectre visible occupe la majeure partie de la fenêtre optique, une gamme de longueurs d'onde bien transmises par l'atmosphère terrestre, qui recoupe celle où l'éclairement énergétique solaire est maximal à la surface de la Terre. Des longueurs d'onde plus courtes endommageraient la structure des molécules organiques, tandis que l'eau, constituant abondant du vivant, absorbe celles plus longues.

## Histoire d'un terme étrange
Le terme spectre, signifiant « apparence immatérielle », « illusion » s'appliquait, au XVIIe siècle, à tous les phénomènes optiques qu'on ne s'expliquait pas. Synonyme de couleur accidentelle, il servait pour les impressions rétiniennes du contraste simultané ou successif aussi bien que pour les irisations vues au bord d'un objet regardé à travers un prisme,.
Newton utilise une seule fois le terme « Spectrum » pour présenter ses expériences en optique dans son article publié en 1671 à propos de « sa nouvelle théorie sur la lumière et les couleurs ». Procédant avec soin, il projette un rayon de lumière blanche du soleil passant au travers d'un volet par un trou de 6 mm de diamètre et dévié par un prisme sur un mur, et obtient un spectre (op. cit., p. 3076) environ cinq fois plus long que large. Éliminant toutes les autres causes possibles, Newton conclut que la lumière blanche est « un mélange hétérogène de rayons différemment réfrangibles » (op. cit., p. 3079). Les couleurs ne sont pas, dit-il, des qualifications de la lumière, comme on l'estimait depuis Aristote, mais des propriétés originales, différentes dans chaque rayon ; les moins réfrangibles sont de couleur rouge, et les plus réfrangibles sont d'un violet profond, et cette association de propriétés ne peut être brisée par aucun moyen (op. cit., p. 3081). Les transmutations de couleurs ne se produisent que lorsqu'il y a mélange de rayons. Ce sont ces couleurs obtenues par mélange, et non celles séparées par le prisme, qui sont illusoires, fugaces et apparentes. « Les couleurs originales ou premières sont le rouge, le jaune, le vert, le bleu et un violet-pourpre, ensemble avec l'orange, l'indigo, et une variété indéfinie de gradations intermédiaires ». Toute une série de phénomènes optiques s'expliquent ainsi, y compris la coloration des objets : il conclut ainsi sur ce point que « les couleurs des objets naturels n'ont pas d'autre origine que celle-ci : ceux-ci sont variablement constitués pour réfléchir une sorte de couleur en plus grande quantité que d'autres » (op. cit., p. 3084). Avec ces conclusions, il est clair que Newton n'emploiera plus le terme de spectre. Les « couleurs prismatiques » (op. cit., p. 3087) ne sont pas illusoires ou immatérielles : les autres couleurs le sont.
La théorie de Newton est immédiatement adoptée par le public, mais des savants influents, comme du Fay, doutent. Ils relèvent que Newton présente comme un fait ce qui en réalité n'est qu'une hypothèse plausible, son expérience ne suffisant pas à prouver que le prisme ne crée pas des rayons lumineux colorés, différents par nature de la lumière blanche. Voltaire défend la théorie de Newton avec une interprétation particulière qui transforme le spectre continu en sept rayons principaux,. Le jésuite Castel s'oppose avec détermination à ce qu'il considère comme un phénomène de mode. Quelles sont, dit-il, ces sept couleurs que le savant anglais discerne, par rapport aux trois qui, comme les peintres et les teinturiers le savent depuis fort longtemps, suffisent pour en reconstituer une infinité ?
Après plus d'un siècle, des intellectuels et philosophes comme Goethe suivi par Schopenhauer contestent toujours les constructions de la physique. Pour eux, les couleurs prismatiques sont un « spectre », une illusion. L'explication par des causes physiologiques, avec la théorie de Young et Helmholtz, de la synthèse trichrome des couleurs, résoudra l'apparente contradiction entre les pratiques des coloristes et les expériences des physiciens.
Au début du XIXe siècle, des expériences avec la lumière solaire montrent qu'il existe un rayonnement invisible de part et d'autre de celui que le prisme étale en rayons colorés. En 1800, William Herschel découvre qu'on peut échauffer un thermomètre en l'exposant à l'obscurité du côté du rouge ; l'année suivante Johann Wilhelm Ritter observe que le papier imbibé de chlorure d'argent noircit quand il l'expose à l'obscurité du côté du violet, plus vite que lorsqu'il l'expose au violet. Les couleurs prismatiques se prolongent donc par des parties invisibles, infrarouges et ultraviolets.
James Clerk Maxwell montre en 1864 que la lumière est une perturbation électromagnétique. Le modèle de description des phénomènes périodiques lui est applicable. Des formules qui servaient à l'acoustique décrivent les vibrations électromagnétiques ; elles ressortent de l'analyse fréquentielle issue de l'analyse harmonique développée depuis Joseph Fourier pour tout phénomène périodique. La lumière n'est plus qu'un cas particulier d'onde électromagnétique. La physique adopte le terme spectre, au sens de « description d'un signal par les fréquences ou les longueurs d'onde (voire les énergies) qui le composent », qu'on obtient à partir de la description temporelle par la transformation de Fourier. Il faut dès lors préciser spectre visible quand on parle de celui de la lumière.
Après la séparation des recherches optiques et de celles sur la perception, les arts de la couleur et la colorimétrie adoptent une série de caractérisations de la couleur qui leur est propre.

## Le spectre visible dans le spectre électromagnétique

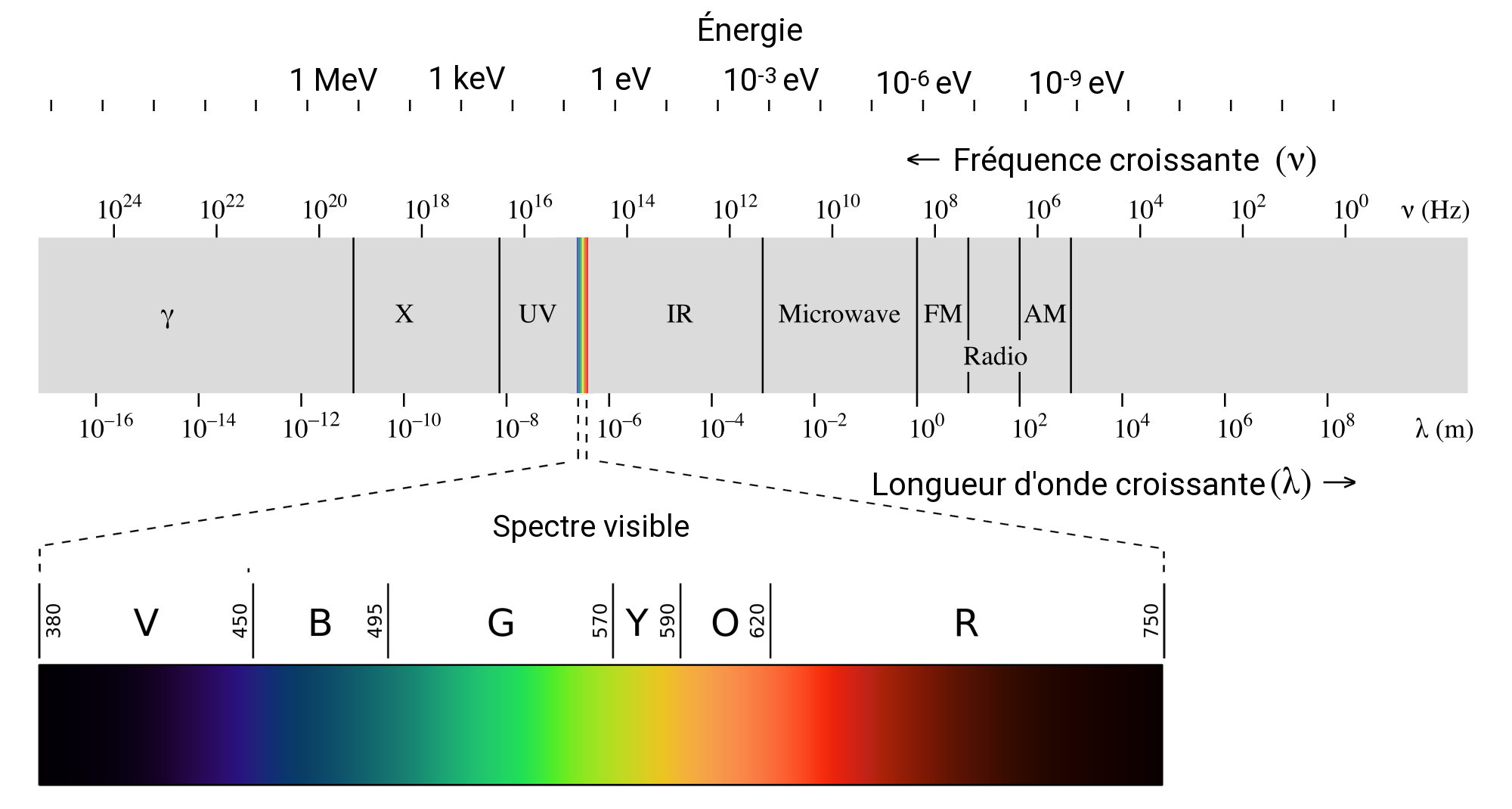
Situation du visible dans le spectre électromagnétique.

Du point de vue de la physique, la lumière est un rayonnement électromagnétique. Elle occupe une très petite fraction du spectre de l'ensemble de ces rayonnements ; le rapport de la plus grande longueur d'onde visible à la plus courte est d'environ 2, tandis que les extrêmes du spectre électromagnétique sont dans un rapport 1015.
Cette infime région du spectre électromagnétique représente la plus grande partie de la fenêtre optique, expression qui désigne une gamme de longueurs d'onde que l'atmosphère terrestre transmet bien. Elle recoupe celle où l'éclairement énergétique solaire est maximal à la surface de la Terre. Cette fraction du spectre solaire joue un rôle important pour le développement de la vie ; des longueurs d'onde plus courtes endommageraient la structure des molécules organiques, tandis que l'eau, constituant abondant du vivant, absorbe celles plus longues. Le spectre visible correspond à des énergies photoniques proches de 2 eV, parmi les plus faibles de celles qui peuvent provoquer des réactions chimiques. La partie la plus énergétique se prolonge dans les ultraviolets, tandis que de la partie la moins énergétique se prolonge dans les infrarouges, invisibles mais qui transportent une énergie transformée en chaleur lorsqu'elle est absorbée.

## Longueurs d'onde
On a coutume, en optique, de caractériser les rayonnements monochromatiques par leur longueur d'onde dans le vide ; cette grandeur est pratique dans plusieurs applications. La vitesse de la lumière dans un matériau est inférieure à celle dans le vide. Le rapport de ces vitesses est l'indice de réfraction du matériau. Lorsqu'un rayon lumineux passe obliquement la limite entre deux matériaux d'indices de réfraction différent, il subit une déviation qui dépend du rapport de ces indices. Dans les matières dispersives, la vitesse de propagation du rayonnement, et donc l'indice de réfraction, dépendent de la fréquence ou énergie photonique. La déviation, au passage dans un tel milieu, dépend de cette différence de vitesse. Les composantes d'une lumière qui contient un mélange de fréquences se trouvent ainsi étalées. L'eau est une de ces matières, et le passage de la lumière solaire dans des gouttelettes d'eau en suspension dans l'air produit un arc en ciel. Les verres optiques sont plus ou moins dispersifs. On peut les utiliser pour décomposer la lumière blanche avec un prisme : c'est l'expérience de Newton à l'origine du terme spectre. Un réseau de diffraction permet aussi, par l'effet des interférences, la dispersion des rayons lumineux selon la fréquence. C'est le principal procédé aujourd'hui pour l'analyse du spectre.
En optique, on décrit généralement le spectre en fonction de la longueur d'onde du rayonnement dans le vide. En passant dans un milieu quelconque, la vitesse de la lumière décroît, tandis que la fréquence et l'énergie photonique qui lui est équivalente restent identiques. La longueur d'onde varie donc d'un milieu à l'autre selon la réfringence. Il serait plus rigoureux de définir le rayonnement en fonction de l'énergie photonique, mais pour des raisons historiques et surtout pratiques, on parle de longueur d'onde, en sous-entendant dans le vide.

### Limites du visible
La sensibilité de l'œil diminue progressivement selon la longueur d'onde, et varie selon les individus, de sorte qu'on peut donner plusieurs limites au spectre visible. La Commission internationale de l'éclairage définit la vision de l’observateur de référence entre une longueur d'onde dans le vide à partir de 380 nanomètres (nm), perçue comme un violet extrêmement sombre, et jusqu'à 780 nm, correspondant à un rouge également à peine perceptible.
Dans des conditions exceptionnelles, comme la suppression du cristallin après une opération de la cataracte, ces limites de la perception humaine peuvent s'étendre jusqu'à 310 nm du côté des ultraviolets et jusqu'à 1 100 nm dans le proche infrarouge,.

## Spectroscopie
L'étude scientifique des objets fondée sur l'analyse de la lumière qu'ils émettent est nommée spectroscopie. En astronomie, c'est un moyen essentiel de l'analyse d'objets distants. La spectroscopie astronomique utilise des instruments à forte dispersion pour observer le spectre à de très hautes résolutions.
En spectroscopie, la limite du visible a souvent peu d'importance, et l'analyse déborde largement sur les infrarouges et les ultraviolets. On caractérise parfois le rayonnement par une variante du nombre d'onde, l'inverse de la longueur d'onde dans le vide. Dans cette échelle, la partie visible du spectre s'étend à peu près, du rouge au bleu-violet, de 1 500 à 2 300 cm−1.
Fraunhofer repéra le premier l'existence de raies obscures dans la lumière du Soleil décomposée par le prisme. Les raies attestent de l'émission ou de l'absorption de la lumière par des éléments chimiques. Leur position dans le spectre renseigne sur la nature des éléments chimiques présents ; l'effet Doppler affecte légèrement cette position, d'où on déduit la vitesse radiale des astres. L'analyse du spectre des étoiles a atteint une si grande résolution que des variations de leur vélocité radiale de quelques mètres par seconde ont pu être détectées, ce qui a fait conclure à l'existence d'exoplanètes, révélée par leur influence gravitationnelle sur les étoiles analysées.

## Couleurs et spectre

Couleurs approximatives du spectre visible entre 390 nm et 710 nm, en ajoutant une quantité uniforme de blanc.

La vision humaine distingue les couleurs en domaine photopique (diurne), c'est-à-dire avec une luminance de 3 à 5 000 cd/m2. Comparant l'effet de rayonnements monochromatiques de même luminance énergétique, la perception est maximale pour un rayonnement de longueur d'onde voisine de 555 nm, ce qui correspond à un vert-jaunâtre. Ce rayonnement, proche du maximum énergétique du rayonnement solaire, correspond à la plus grande sensibilité visuelle.
Chaque « couleur spectrale » correspond à une longueur d’onde précise ; cependant, le spectre des lumières présentes dans la nature comprend en général l'ensemble des rayonnements, en proportion variables. La spectrométrie étudie les procédés de décomposition, d’observation et de mesure des radiations en étroites bandes de fréquence.
Un spectromètre du spectre visible (et longueurs d'onde voisines) est devenu un instrument assez courant, analysant la lumière par bandes de longueur d'onde de 5 à 10 nm.
Un tel appareil, capable de donner cent niveaux différents pour chacune de ses quarante bandes, peut représenter 10040 spectres différents.
Dans certaines régions du spectre, un humain normal peut distinguer des ondes de longueur d'onde différant de moins de 1 nm, et plus d'une centaine de niveaux de luminosité. Pourtant, la description d'une couleur n'a pas besoin d'autant de données que pourrait laisser croire la spectroscopie. Les humains n'ont en vision diurne que trois types de récepteurs, et il suffit de trois nombres pour décrire une couleur perçue. De nombreuses lumières mélangées de plusieurs radiations de longueurs d'onde différentes, dites métamères, se perçoivent identiquement. Les lumières monochromatiques n'ont pas de métamère, sauf à utiliser un mélange de deux rayonnements proches pour donner à percevoir un intermédiaire entre eux.
La colorimétrie décrit la couleur perçue ; mais la spectrométrie a une grande utilité lorsqu'il s'agit de couleurs de surface. Une surface colorée renvoie une partie du spectre de l'illuminant qui l'éclaire, absorbant le reste. Changer l'illuminant, c'est changer la lumière émise par la surface. Deux surfaces peuvent apparaître identiques sous un illuminant, mais, leur réflectance spectrale étant différente, ne plus être métamères sous un autre. Pour résoudre les problèmes que cela peut susciter, sans avoir à expérimenter avec tous les illuminants possibles, il faut étudier leur spectre.
On utilise parfois par extension le terme lumière pour désigner les rayonnements ultraviolets (UV), comme dans l'expression « lumière noire », ou infrarouges (IR), bien que ces rayonnements ne soient pas visibles.

### Longueurs d'onde approximatives des couleurs spectrales
Bien que le spectre soit continu et qu'il n’y ait pas de frontière claire entre une couleur et la suivante, la table suivante donne les valeurs limites des principaux champs chromatiques, avec les noms et limites de longueur d'onde dans le vide indiqués par la norme française AFNOR X080-10 « Classification méthodique générale des couleurs ».
La fréquence du rayonnement en hertz s'obtient en divisant la vitesse de la lumière, environ 3 × 108 m/s, par la longueur d'onde en mètres. La fréquence en térahertz (THz) s'obtient donc en divisant 300 000 (la vitesse de la lumière exprimée en km/s) par la longueur d'onde en nanomètres (nm, 10−9 m) : 103 × 109 = 1012, le multiplicateur correspondant au préfixe téra.
| Longueur d'onde (nm) | Champ chromatique | Couleur | Commentaire                                |
| -------------------- | ----------------- | ------- | ------------------------------------------ |
| 380 — 449            | Violet            | 445     | primaire CIE 1931 435,8                    |
| 449 — 466            | Violet-bleu       | 455     | primaire sRGB : 464                        |
| 466 — 478            | Bleu-violet       | 470     | indigo entre le bleu et le violet (Newton) |
| 478 — 483            | Bleu              | 480     |                                            |
| 483 — 490            | Bleu-vert         | 485     |                                            |
| 490 — 510            | Vert-bleu         | 500     |                                            |
| 510 — 541            | Vert              | 525     |                                            |
| 541 — 573            | Vert-jaune        | 555     | CIE 1931 : 546,1 ; primaire sRGB : 549.    |
| 573 — 575            | Jaune-vert        | 574     |                                            |
| 575 — 579            | Jaune             | 577     |                                            |
| 579 — 584            | Jaune-orangé      | 582     |                                            |
| 584 — 588            | Orangé-jaune      | 586     |                                            |
| 588 — 593            | Orangé            | 590     |                                            |
| 593 — 605            | Orangé-rouge      | 600     |                                            |
| 605 — 622            | Rouge-orangé      | 615     | primaire sRGB : 611                        |
| 622 — 780            | Rouge             | 650     | primaire CIE 1931 : 700                    |

Les couleurs primaires d'instrumentation de la CIE (1931) correspondent à des raies spectrales du mercure pour celles à 435,8 et 549 nm, et à une valeur arbitraire pour celle à 700 nm, dont la luminance n'est que de 0,004 102 fois le maximum (atteint vers 555 nm). Dans la région du rouge, le seuil de discrimination entre longueurs d'onde est élevé, et les expérimentateurs n'ont pas besoin de définir le rayonnement avec autant de précision.